# Lustjärnen (Älvdalens socken, Dalarna, 679883-138559)
Lustjärnen är en sjö i Älvdalens kommun i Dalarna och ingår i Dalälvens huvudavrinningsområde.